# Nattawut Poonpiriya
Pour les articles homonymes, voir Poonpiriya.
Nattawut "Baz" Poonpiriya (thaï : นัฐวุฒิ พูนพิริยะ, né en 1981 à Bangkok (Thaïlande), est un réalisateur et scénariste thaïlandais, travaillant beaucoup sur des publicités télévisées et des clips musicaux, mais surtout connu pour les films à suspense Countdown (en) et Bad Genius.

## Biographie
La sœur cadette de Nattawut Poonpiriya, Patcha Poonpiriya, est l'actrice principale du film Mary is happy, Mary is happy réalisé par Nawapol Thamrongrattanarit en 2013.

## Filmographie partielle

### Longs métrages
- 2012 : Countdown (en)[2] (เคาท์ดาวน์)
- 2017 : Bad Genius
- 2021 : One for the Road

### Courts métrages
- 2013 : The Library
- 2014 : Present Perfect
- 2018 : i Stories 'L'  (co-réalisé avec Khamkwan Duangmanee)